# Scarus ovifrons
Scarus ovifrons är en fiskart som beskrevs av Temminck och Schlegel, 1846. Scarus ovifrons ingår i släktet Scarus och familjen Scaridae. IUCN kategoriserar arten globalt som otillräckligt studerad. Inga underarter finns listade i Catalogue of Life.